# Marcellinus (biskup kruszwicki)
Marceli (zm. 1033) – według Jana Długosza był biskupem kruszwickim w latach 1015–1033. Został pochowany w Dźwierzchnie.